# André Guy
André Guy (ur. 3 marca 1941 w Bourg-en-Bresse) – francuski piłkarz, reprezentant kraju grający na pozycji napastnika.

## Kariera klubowa
Urodził się w Bourg-en-Bresse, w regionie Rodan-Alpy. Swoją przygodę z futbolem rozpoczął w FC Sochaux-Montbéliard. W 1959 został włączony do pierwszego składu drużyny, w której występował do końca roku 1962. Pół roku po spadku Sochaux odszedł do innego zespołu z Division 2 - AS Saint-Étienne. Szybko stał się podstawowym zawodnikiem i 5 bramkami strzelonymi w 11 meczach pomógł drużynie w awansie do Première Division. Dwanaście miesięcy później mógł świętować z "Zielonymi" wywalczenie mistrzostwa Francji. 
Guy z 28 bramkami był najskuteczniejszym zawodnikiem mistrzowskiego zespołu. Sezon 1964/65 nie był już tak udany i po jego zakończeniu został sprzedany do Lille OSC. W pierwszym sezonie strzelonymi 22 bramkami pomógł drużynie zająć 18.- dające utrzymanie miejsce. Po sezonie 1966/67 został zawodnikiem Olympique Lyon. W sezonie 1968/69 został z 25 bramkami królem strzelców Premier Division. Drugą połowę sezonu 1970/71 spędził w Stade Rennais. 6 bramkami w 7 meczach pomógł drużynie zdobyć Puchar Francji. 
W finałowym spotkaniu przeciwko jego byłej drużynie Lyonowi strzelił zwycięską bramkę z rzutu karnego. Pomimo tego sukcesu, następne dwa lata grał w Sporting Toulon Var, drużynie z zaplecza francuskiej ekstraklasy. Karierę zakończył w JGA Nevers.
| Sezon   | Klub                   | Kraj    | Rozgrywki         | Mecze | Bramki |
| ------- | ---------------------- | ------- | ----------------- | ----- | ------ |
| 1959/60 | FC Sochaux-Montbéliard | Francja | Première Division | 2     | 1      |
| 1960/61 | FC Sochaux-Montbéliard | Francja | Division 2        | 17    | 7      |
| 1961/62 | FC Sochaux-Montbéliard | Francja | Première Division | 4     | 2      |
| 1962/63 | FC Sochaux-Montbéliard | Francja | Division 2        | 16    | 9      |
| 1962/63 | AS Saint-Étienne       | Francja | Division 2        | 11    | 5      |
| 1963/64 | AS Saint-Étienne       | Francja | Première Division | 32    | 28     |
| 1964/65 | AS Saint-Étienne       | Francja | Première Division | 33    | 17     |
| 1965/66 | Lille OSC              | Francja | Première Division | 38    | 22     |
| 1966/67 | Lille OSC              | Francja | Première Division | 38    | 20     |
| 1967/68 | Olympique Lyon         | Francja | Première Division | 35    | 16     |
| 1968/69 | Olympique Lyon         | Francja | Première Division | 30    | 25     |
| 1969/70 | Olympique Lyon         | Francja | Première Division | 27    | 17     |
| 1970/71 | Olympique Lyon         | Francja | Première Division | 18    | 6      |
| 1970/71 | Stade Rennais          | Francja | Première Division | 14    | 5      |
| 1971/72 | Sporting Toulon Var    | Francja | Division 2        | 29    | 23     |
| 1972/73 | Sporting Toulon Var    | Francja | Division 2        | 23    | 4      |
| 1973/74 | JGA Nevers             | Francja | Division 2        | 33    | 13     |

## Kariera reprezentacyjna
W reprezentacji Guy zadebiutował 4 października 1964 podczas meczu eliminacji do MŚ 1966 przeciwko Luksemburgowi, w którym to Francja wygrała 2:0, a on sam wpisał się na listę strzelców. Na turniej do Anglii jednak nie pojechał. 
Po raz ostatni w kadrze zagrał 6 listopada 1968 w meczu eliminacji do MŚ 1970 przeciwko Norwegii, przegranym przez "Trójkolorowych" 0:1. Łącznie reprezentował Francję w 8 spotkaniach, w których dwukrotnie wpisywał się na listę strzelców.
| Mecze i gole w reprezentacji | Mecze i gole w reprezentacji | Mecze i gole w reprezentacji | Mecze i gole w reprezentacji | Mecze i gole w reprezentacji | Mecze i gole w reprezentacji | Mecze i gole w reprezentacji |
| #                            | Data                         | Miasto                       | Przeciwnik                   | Gol                          | Wynik                        |                              |
| ---------------------------- | ---------------------------- | ---------------------------- | ---------------------------- | ---------------------------- | ---------------------------- | ---------------------------- |
| 1.                           | 04.10.1964                   | Luksemburg                   | Luksemburg                   | Gol                          | 2:0                          |                              |
| 2.                           | 11.11.1964                   | Paryż                        | Norwegia                     |                              | 1:0                          |                              |
| 3.                           | 02.12.1964                   | Bruksela                     | Belgia                       |                              | 0:3                          |                              |
| 4.                           | 03.06.1967                   | Paryż                        | ZSRR                         |                              | 2:4                          |                              |
| 5.                           | 17.09.1967                   | Warszawa                     | Polska                       | Gol                          | 4:1                          |                              |
| 6.                           | 24.08.1968                   | Belgrad                      | Jugosławia                   |                              | 1:5                          |                              |
| 7.                           | 17.10.1968                   | Lyon                         | Hiszpania                    |                              | 1:3                          |                              |
| 8.                           | 06.11.1968                   | Strasburg                    | Norwegia                     |                              | 0:1                          |                              |

## Osiągnięcia
- Mistrzostwo Francji (1) : 1963/1964
- Puchar Francji (1) : 1970/1971
- Król strzelców Premier Division (1) : 1968/1969 (25 goli)